# Liste der Biografien/Schoy
Liste der Biografien |
Portal Biografien |
Personensuche
# |
A |
B |
C |
D |
E |
F |
G |
H |
I |
J |
K |
L |
M |
N |
O |
P |
Q |
R |
S |
T |
U |
V |
W |
X |
Y |
Z |
?
 
Sa |
Sb |
Sc |
Sd |
Se |
Sf |
Sg |
Sh |
Si |
Sj |
Sk |
Sl |
Sm |
Sn |
So |
Sp |
Sq |
Sr |
Ss |
St |
Su |
Sv |
Sw |
Sy |
Sz
 
Sca–Sce |
Sch |
Sci–Scz
 
Scha |
Schc |
Schd |
Sche |
Schg |
Schi |
Schj |
Schk |
Schl |
Schm |
Schn |
Scho |
Schp |
Schr |
Schs |
Scht |
Schu |
Schv |
Schw |
Schy
 
Schoa |
Schob |
Schoc |
Schod |
Schoe |
Schof |
Schog |
Schoh |
Schoi |
Schok |
Schol |
Schom |
Schon |
Schoo |
Schop |
Schor |
Schos |
Schot |
Schou |
Schov |
Schow |
Schoy
Die Liste der Biografien führt alle Personen auf, die in der deutschsprachigen Wikipedia einen Artikel haben. Dieses ist eine Teilliste mit 9 Einträgen von Personen, deren Namen mit den Buchstaben „Schoy“ beginnt.

## Schoy
- Schoy, Frida (1889–1962), deutsche Buchbinderin
- Schoy, Johann Jacob (1686–1732), österreichischer Bildhauer
- Schoy, Karl (1877–1925), deutscher Mathematiker
- Schoy, Michael (* 1965), deutscher Brigadegeneral

### Schoye
- Schøyen, Hege (* 1957), norwegische Schauspielerin und Sängerin
- Schøyen, Martin (* 1940), norwegischer Geschäftsmann
- Schøyen, Martin Olsen (1896–1962), norwegischer Geschäftsmann
- Schoyer, Adolf (1872–1961), deutscher Industrieller
- Schoyerer, Josef (1844–1923), deutscher Landschaftsmaler